# 13560 La Pérouse
13560 La Pérouse là một tiểu hành tinh vành đai chính với chu kỳ quỹ đạo là 1938.7577657 ngày (5.31 năm).
Nó được phát hiện ngày 2 tháng 9 năm 1992.